# Egidio Ghersetich
Egidio Ghersetich (Trieste, 13 agosto 1937) è un ex calciatore italiano, di ruolo attaccante.

## Caratteristiche tecniche
Ala sinistra dal fisico agile, partiva dalla fascia per concludere a rete.

## Carriera
Cominciò la sua carriera nella Ponziana, squadra con cui vinse il campionato 1955-1956 di Promozione, conquistando l'accesso alla IV Serie.
Nel 1957 Ghersetich arrivò al Catanzaro, chiamato dal tecnico giuliano Piero Pasinati, dove ritrovò gli altri triestini Flavio Frontali, Mario Claut e Vito Florio. La squadra vinse il campionato 1958-1959 di Serie C, ottenendo la promozione in Serie B. Complessivamente, Ghersetich disputò cinque stagioni di Serie B con la maglia del Catanzaro, realizzando 34 gol, più una stagione di seconda serie con la maglia del Como.
Giocò poi nel Taranto in Serie C e nel Brindisi, con cui ottenne una promozione dalla Serie D alla Serie C.

## Palmarès

### Club

#### Competizioni nazionali
- Serie C: 1

Catanzaro: 1958-1959